# Унцијал
Унцијала је била стил латинског писма претежно мајускулне форме. Коришћена је од 3. до 12. века.

## Писмо
Унцијала је претежно мајускулно писмо настало у доба Римског царства, а надживело га је неколико векова. Први текстови исписани су на меком материјалу у 3 веку. Порекло унцијале има везе са хришћанством. Најстарији грчки кодекси Библије писани су грчком унцијалом. Свети Јероним је свој превод Библије на латински језик писао унцијалом под утицајем на грчку унцијалу. Захваљујући Јеронимовом угледу, остали писари копирали су његов рукопис. За рукописе, унцијала је коришћена до 8. века, а као украсно писмо све до 12. века.
Унцијала се карактерише наглашеним калиграфским потезима облих форми. Та је овалност наглашена највише код слова: А, Е, М, У. У старијим кодексима речи нису растављене, а кодекс је старији што су му слова већа и пропорционалнија. Скраћенице су ређе у старијим кодексима. Код унцијалних текстова долази до појаве спајања речи (litterae contiguae). 
Термин "унцијала" први је употребио француски бенедиктинац Жан Мабилон почетком 18. века. Детаљније га је дефинисао италијански писац Сципион Мафеи како би направио разлику између унцијале и Римске квадратне капитале. 